# Анчар
Анча́р (Antiaris) — рід деревних рослин родини шовковицевих (Moraceae). Відомо 16 видів, поширених в Східній Індії та на островах Малайського архіпелагу. Всі види анчара містять отруйні алкалоїди, але особливо отруйне упас-дерево (Antiaris toxicaria) з о. Ява. Його молочним соком тубільці з давніх часів користувалися для отруєння стріл.

## Види
| - Antiaris africana - Antiaris bennettii - Antiaris challa - Antiaris dubia - Antiaris humberti - Antiaris innoxia - Antiaris kerstingii - Antiaris macrophylla - Antiaris madagascariensis | - Antiaris palembanica - Antiaris rufa - Antiaris saccidora - Antiaris seylanica - Antiaris toxicaria - Antiaris turbinifera - Antiaris usambarensis - Antiaris welwitschii - Antiaris zeylanica |

## У мистецтві
Олександр Пушкін написав вірш «Анчар» у 1828 році.